# Montalvânia
Montalvânia – miasto i gmina w Brazylii, w stanie Minas Gerais.